# Конституция Каракалпакстана
Конституция Каракалпакстана (каракалп. Qaraqalpaqstan Respublikasíníń Konstituciyasí) — основной закон Республики Каракалпакстан в составе Республики Узбекистан.
Принята Жокаргы Кенесом 9 апреля 1993 года.

## Состоит из
- ПРЕАМБУЛА,

Народ Республики Каракалпакстан, торжественно провозглашая свою приверженность правам человека и принципам государственного суверенитета,
осознавая высокую ответственность перед нынешним и будущим поколениями, опираясь на исторический опыт развития каракалпакской государственности,
подтверждая свою верность идеалам демократии и социальной справедливости, признавая приоритет общепризнанных норм международного права,
стремясь обеспечить достойную жизнь гражданам республики, ставя задачей создание гуманного демократического правового государства,
в целях обеспечения гражданского мира и национального согласия, принимает в лице своих полномочных представителей настоящую Конституцию Республики Каракалпакстан.
- РАЗДЕЛ ПЕРВЫЙ. ОСНОВНЫЕ ПРИНЦИПЫ
  - ГЛАВА I. ГОСУДАРСТВЕННЫЙ СУВЕРЕНИТЕТ
  - ГЛАВА II. НАРОДОВЛАСТИЕ
  - ГЛАВА III. ВЕРХОВЕНСТВО КОНСТИТУЦИИ И ЗАКОНА
  - ГЛАВА IV. МЕЖДУНАРОДНЫЕ И ВНЕШНЕЭКОНОМИЧЕСКИЕ ОТНОШЕНИЯ РЕСПУБЛИКИ КАРАКАЛПАКСТАН

- РАЗДЕЛ ВТОРОЙ. ОСНОВНЫЕ ПРАВА, СВОБОДЫ И ОБЯЗАННОСТИ ЧЕЛОВЕКА И ГРАЖДАНИНА
  - ГЛАВА V. ОБЩИЕ ПОЛОЖЕНИЯ
  - ГЛАВА VI. ГРАЖДАНСТВО
  - ГЛАВА VII. ЛИЧНЫЕ ПРАВА И СВОБОДЫ
  - ГЛАВА VIII. ПОЛИТИЧЕСКИЕ ПРАВА
  - ГЛАВА IX. ЭКОНОМИЧЕСКИЕ И СОЦИАЛЬНЫЕ ПРАВА
  - ГЛАВА Х. ГАРАНТИИ ПРАВ И СВОБОД ЧЕЛОВЕКА
  - ГЛАВА XI. ОБЯЗАННОСТИ ГРАЖДАН

- РАЗДЕЛ ТРЕТИЙ. ОБЩЕСТВО И ЛИЧНОСТЬ
  - ГЛАВА XII. ЭКОНОМИЧЕСКИЕ ОСНОВЫ ОБЩЕСТВА
  - ГЛАВА ХIII. ОБЩЕСТВЕННЫЕ ОБЪЕДИНЕНИЯ
  - ГЛАВА XIV. СЕМЬЯ
  - ГЛАВА XV. СРЕДСТВА МАССОВОЙ ИНФОРМАЦИИ

- РАЗДЕЛ ЧЕТВЕРТЫЙ. АДМИНИСТРАТИВНО-ТЕРРИТОРИАЛЬНОЕ УСТРОЙСТВО
  - ГЛАВА XVI. АДМИНИСТРАТИВНО-ТЕРРИТОРИАЛЬНОЕ УСТРОЙСТВО РЕСПУБЛИКИ КАРАКАЛПАКСТАН

- РАЗДЕЛ ПЯТЫЙ. ОРГАНИЗАЦИЯ ГОСУДАРСТВЕННОЙ ВЛАСТИ
  - ГЛАВА XVII. ЖОКАРГЫ КЕНЕС РЕСПУБЛИКИ КАРАКАЛПАКСТАН
  - ГЛАВА XVIII. ПРЕДСЕДАТЕЛЬ ЖОКАРГЫ КЕНЕСА РЕСПУБЛИКИ КАРАКАЛПАКСТАН
  - ГЛАВА XIX. ПРЕЗИДИУМ ЖОКАРГЫ КЕНЕСА РЕСПУБЛИКИ КАРАКАЛПАКСТАН
  - ГЛАВА XX. СОВЕТ МИНИСТРОВ РЕСПУБЛИКИ КАРАКАЛПАКСТАН
  - ГЛАВА XXI. ОСНОВЫ ГОСУДАРСТВЕННОЙ ВЛАСТИ НА МЕСТАХ
  - ГЛАВА XXII. СУДЕБНАЯ ВЛАСТЬ РЕСПУБЛИКИ КАРАКАЛПАКСТАН
  - ГЛАВА XXIII. ИЗБИРАТЕЛЬНАЯ СИСТЕМА
  - ГЛАВА XXIV. КОНСТИТУЦИОННЫЙ НАДЗОР
  - ГЛАВА XXV. ПРОКУРАТУРА
  - ГЛАВА XXVI. ФИНАНСЫ И БЮДЖЕТ

- РАЗДЕЛ ШЕСТОЙ. ПОРЯДОК ИЗМЕНЕНИЯ КОНСТИТУЦИИ

## Изменения
- 26 февраля 1994 года на пятнадцатой сессии Верховного Совета Республики Каракалпакстан двенадцатого созыва,
- 31 октября 1995 года на четвертой сессии
- 15 декабря 1997 года на  тринадцатой  сессии  Жокаргы  Кенеса  Республики Каракалпакстан первого созыва
- 12 ноября 2003 года на двенадцатой сессии Жокаргы Кенеса Республики Каракалпакстан второго созыва
- 27 июня 2014 года на пятнадцатой сессии Жокаргы Кенеса Республики Каракалпакстан
- 29 июня 2019 года на двадцать шестой сессии Жокаргы Кенеса Республики
- 16 декабря 2019 года на двадцать девятой сессии Жокаргы Кенеса Республики
- 12 февраля 2021 года на пятьнадцатой сессии Жокаргы Кенеса Республики